# Aaron Blunck
Aaron Blunck (Denver, 12 de abril de 1996) es un deportista estadounidense que compite en esquí acrobático, especialista en la prueba de halfpipe.
Ganó dos medallas de oro en el Campeonato Mundial de Esquí Acrobático, en los años 2017 y 2019. Adicionalmente, consiguió cuatro medallas en los X Games de Invierno.
Participó en dos Juegos Olímpicos de Invierno, ocupando el séptimo lugar en Sochi 2014 y el séptimo en Pyeongchang 2018.

## Medallero internacional
| Campeonato Mundial | Campeonato Mundial         | Campeonato Mundial | Campeonato Mundial |
| Año                | Lugar                      | Medalla            | Prueba             |
| ------------------ | -------------------------- | ------------------ | ------------------ |
| 2017               | Sierra Nevada (España)     | Medalla de oro     | Halfpipe           |
| 2019               | Park City (Estados Unidos) | Medalla de oro     | Halfpipe           |

| X Games de Invierno | X Games de Invierno    | X Games de Invierno | X Games de Invierno |
| Año                 | Lugar                  | Medalla             | Prueba              |
| ------------------- | ---------------------- | ------------------- | ------------------- |
| 2017                | Aspen (Estados Unidos) | Medalla de oro      | Superpipe           |
| 2020                | Aspen (Estados Unidos) | Medalla de plata    | Superpipe           |
| 2021                | Aspen (Estados Unidos) | Medalla de plata    | Superpipe           |
| 2022                | Aspen (Estados Unidos) | Medalla de plata    | Superpipe           |